# Palanteo

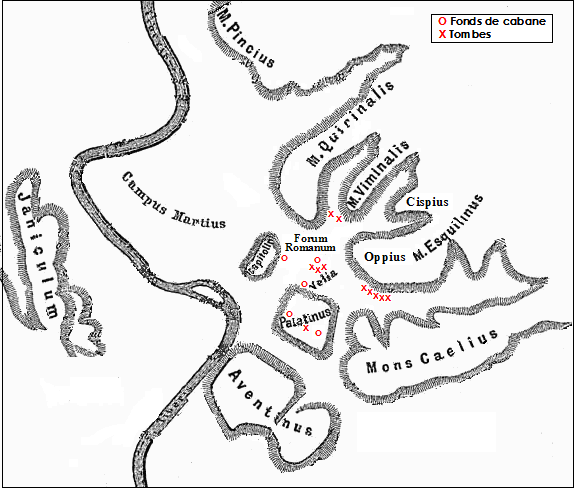
Palanteo está ubicado en la parte central del dibujo

Palanteo (latín: Pallantium, griego antiguo: Παλλάντιον) es el nombre de una ciudad legendaria ubicada sobre el Monte Palatino, en las proximidades del río Tíber, donde más tarde se alzaría la ciudad de Roma.
La Eneida cuenta que fue fundada por el rey arcadio Evandro algún tiempo antes de la Guerra de Troya, en tiempos de Hércules, quien visitó la ciudad después de derrotar a Caco. Dionisio de Halicarnaso, por su parte, escribe que los arcadios, conducidos por Evandro : “construyeron una ciudad cerca de una de las siete colinas que se hallan en las proximidades del centro de Roma, a la cual llamaron Pallantion, del nombre de su metrópolis en Arcadia.” Precisa que tal hecho sucedió unos sesenta años antes de la Guerra de Troya.
El nombre proviene, según Virgilio, de Palas, ancestro de Evandro, si bien tanto Dionisio como Pausanias y Dion Casio lo vinculan a la mencionada ciudad de Arcadia y algunos otros autores, como Polibio (citado por Dionisio), dicen que el nombre se origina en Pallas, hijo de Hércules y de Lavinia, hija de Evandro. Pausanias agrega, incluso, que la Pallantion árcade estaba al noreste de Megalópolis, no lejos de Tegea (en el Peloponeso) y que Antonino Pio le concedió el rango de “ciudad libre”.
En la Eneida juega un papel importante como anticipo humilde de la grandeza de Roma y aliada importante de Eneas en su guerra contra los rútulos. El héroe la visita en busca de auxilio contra Turno y es recibido con honores por el rey y su hijo Palante. Este joven marcha con sus compatriotas en auxilio de los troyanos sitiados en su campamento y muere a manos del mismo Turno, quien lo despoja. La vista de tales despojos, en el último libro del poema, hace que Eneas no acceda a las súplicas del vencido rey, y lo mate.
La leyenda de Palanteo fue importante para la formación de la mitología romana, pues brindaba un vínculo directo con los héroes griegos, caracterizándola como una verdadera polis desde su origen. El mito fue aceptado, de manera acrítica, hasta el siglo XIX y aparece mencionado como un hecho, en la monumental obra de Fustel de Coulanges; La ciudad antigua.